# 군산 탑동 삼층석탑
군산 탑동 삼층석탑(竹山里塔洞三層石塔)은 대한민국 전북특별자치도 군산시 대야면에 있는, 고려 시대의 삼층석탑이다. 전라북도 유형문화재 제66호이며, 군산시 대야면 죽산리 탑동마을 청룡사지(靑龍寺地) 내 밭 가운데에 있다.
석탑은 단 기단 위에 3층 탑신이 세워져 있는데 상륜부 일부가 현존하고 있다. 소실된 부분은 1975년에 중수되었으며, 그때 원형이 변형된 부분이 있을 것으로 추정된다. 백제탑 양식을 보인다.

## 같이 보기
- 삼층석탑

## 참고자료
- 군산 탑동 삼층석탑 - 국가유산청 국가유산포털